# Міцабогіра
Міцабогіра (груз. მიწაბოგირა) — село в Грузії.
За даними перепису населення 2014 року в селі проживає 696 осіб.